# Brje
Brje é uma vila localizada no município de Ajdovščina na Eslovênia. Possuía uma população estimada de 428 habitantes em 2020.